# 山田敬之 (浮世絵師)
山田 敬之（やまだ けいし、生没年不詳）とは、江戸時代の浮世絵師。

## 来歴
師系・経歴不明。新泉と号す。画風は勝川春章風だが、春章の門人だったかどうかは定かではない。安永4年（1773年）に江戸で刊行された句集『俳諧名所方角集』には春章とともに「敬之」の句がある。作は肉筆美人画が3点知られる。『肉筆浮世絵大観』はそのうちの「二美人図」に北尾重政の、「遊君図」に勝川春章の影響があるとしているが、「二美人図」の描写について「専門の画家の仕事というより素人の手すさびと見たほうが納得しやすい」と評している。なお安永3年刊行の『日本詩選作者姓名』（江村北海編）に「山田敬之」の名があるが、これは伊勢国洞津の医者とあり、同一人かどうかは不明である。

## 作品
- 「二美人図」　ニューオータニ美術館所蔵　※「新泉山田敬之畫」の落款、「未一楽」の白文円印あり
- 「遊君図」　奈良県立美術館所蔵　※「新泉山田敬之畫」の落款、「未一楽」の白文円印と「敬之」の朱文方印あり
- 「朝粧の遊女と禿」　ボストン美術館所蔵　※「山田敬之畫」の落款、「未一楽」の白文円印あり